# Xilithus qizimeishanensis
Espèce
Xilithus qizimeishanensis est une espèce d'araignées aranéomorphes de la famille des Phrurolithidae.

## Distribution
Cette espèce est endémique du Hubei en Chine,. Elle se rencontre dans le xian de Xuan'en.

## Description
La femelle holotype mesure 3,87 mm.

## Systématique et taxinomie
Cette espèce a été décrite par Liu et Hu en 2024.

## Étymologie
Son nom d'espèce, composé de qizimeishan et du suffixe latin -ensis, « qui vit dans, qui habite », lui a été donné en référence au lieu de sa découverte, la réserve naturelle nationale de Qizimeishan.

## Publication originale
- Liu, Liu, Liu, Chen & Hu, 2024 : « A new Xilithus species from Hubei, China (Araneae, Phrurolithidae). » Biodiversity Data Journal, vol. 12, no e130526, p. 1-6 (texte intégral).